# Sybaguasu pubicorne
Sybaguasu pubicorne är en skalbaggsart som först beskrevs av Bates 1881.  Sybaguasu pubicorne ingår i släktet Sybaguasu och familjen långhorningar. Inga underarter finns listade i Catalogue of Life.